# びわこ成蹊スポーツ大学
びわこ成蹊スポーツ大学（びわこせいけいスポーツだいがく、英語: Biwako Seikei Sport College）は、滋賀県大津市北比良1204番に本部を置く日本の私立大学。2003年創立、2003年大学設置。大学の略称はびわスポ大。

## 概観

### 大学全体
学校法人大阪成蹊学園が2003年に設立。体育（スポーツ系）系専門の単科大学である。大阪成蹊大学、大阪成蹊短期大学と運営母体を一にする。
東京都の成蹊大学とは、全く別の学校法人である。

## キャンパス

### 志賀キャンパス
- 使用学部：スポーツ学部
- 所在地：滋賀県大津市北比良1204番
- 交通アクセス：西日本旅客鉄道（JR西日本）湖西線「比良駅」

## 沿革

### 年表
- 1933年4月 - 高等成蹊女学校創設
- 1938年4月 - 財団法人大阪成蹊学園設立
- 1951年3月 - 財団法人大阪成蹊学園から学校法人大阪成蹊学園となる
- 2003年4月 - びわこ成蹊スポーツ大学開学、スポーツ学部を設置
- 2012年4月 - びわこ成蹊スポーツ大学に大学院スポーツ学研究科を開設

## 教育および研究

### 組織

#### 学部
- スポーツ学部
  - スポーツ学科
    - 学校スポーツコース
    - アスリートコーチングコース
    - アウトドアスポーツコース
    - スポーツ政策・文化コース
    - スポーツビジネス・メディアコース
    - スポーツパフォーマンス分析コース
    - トレーニング科学コース
    - 健康・スポーツ医科学コース

#### 大学院
- スポーツ学研究科
  - スポーツ学専攻（修士課程）

#### 強化クラブ
- サッカー部（男子）
- サッカー部（女子）
- 硬式野球部（男子）
- 女子バレーボール部
- 女子バスケットボール部
- ハンドボール部（女子）

## マスコットキャラクター
・ひらやん（白オオカミをモチーフにした公式キャラクター　2022年10月30日誕生）

## 大学関係者一覧

### 著名な教職員
- 嘉田由紀子 （現参議院議員、学長、元京都精華大学教授、前滋賀県知事）2017年9月30日辞任
- 間野義之 （学長、早稲田大学名誉教授）2024年7月1日就任[1]
- 松田保 （元サッカー日本ユース代表監督、競技スポーツ学科元教授）
- 望月聡 （スポーツ学部教授、元サッカー日本代表）
- 渋谷俊浩 （スポーツ学部教授）
- 鳥羽賢二 （スポーツ学部教授）
- 武田哲子（スポーツ学部准教授、日本セーリング連盟管理栄養士（2012年ロンドン五輪、2016年リオ五輪　帯同）
- 山田秋親（硬式野球部監督、元プロ野球選手）

### スポーツ
- 青木愛（アーティスティックスイミング選手、北京オリンピック日本代表）
- 近藤岳登（元サッカー選手）
- 舩津徹也（元サッカー選手）
- 平野甲斐（サッカー選手 アーミー・ユナイテッドFC）
- 内野貴志（元サッカー選手）
- 吉浦剛史（スポーツ庁スポーツキャリアサポートコンソーシアム推進委員）
- 今井昌太（サッカー選手、サッカー指導者）
- 松田力（サッカー選手 カターレ富山）
- 松田陸（サッカー選手 ガンバ大阪）
- 宮大樹（サッカー選手 名古屋グランパス）
- 忽那喬司（サッカー選手 AC長野パルセイロ）
- 山田尚幸（サッカー選手 ブラウブリッツ秋田）
- 二戸将（元サッカー選手）
- 井上直輝（サッカー選手 カターレ富山）
- 森昂大（サッカー選手 アルビレックス新潟）
- 板金立樹（サッカー指導者 FC岐阜分析担当コーチ）
- 松田裕貴（サッカー指導者 ソルティーロ・アンコールFC監督など）
- 伊戸重樹（バスケットボール選手 滋賀レイクスターズ）
- 白井美早子（女子競輪選手）
- 高畠佳介（バスケットボール選手 秋田ノーザンハピネッツ）
- 永井義文（フットサル選手 シュライカー大阪）
- 河津修一 （バトントワラー）
- 梅田優子（水球選手）
- 森翼（水球選手）
- 内藤航世（元野球選手）

### 芸能
- 松下シュート（お笑い芸人）

## 系列校
- 大阪成蹊大学
- 大阪成蹊短期大学
- 大阪成蹊女子高等学校
- 大阪成蹊短期大学附属こみち幼稚園